# Кашперо-Миколаївка
Ка́шперо-Микола́ївка (до середини XIX ст. — Миколаївка) — село в Україні, у Привільненській сільській громаді Баштанського району Миколаївської області.
Розташоване на правому березі річки Громоклія, притоки Інгулу, в 22 км на захід від районного центру та в 25 км від залізничної станції Явкине на лінії Миколаїв-Сортувальний — Долинська. Населення — 1246 осіб.

## Історія

### Давні часи
Про заселення в найдавніші часи місцевості, де нині знаходиться село, свідчать археологічні знахідки. Неподалік від Кашперо-Миколаївки виявлені знаряддя праці епохи мезоліту. У селі Свобода знайдені залишки поселенія епохи ранньої бронзи. Бідя сіл Кашперо-Миколаївки, Новопетрівки і Новофонтанка виявлено залишки п'яти поселень епохи бронзи, два поселення скіфського часу, поселення і могильник Черняхівської культури.

### Козацтво
У середині XVIII ст. недалеко від місця злиття річок Громоклія та Інгулу проходив кордон, що розділяв запорозькі і захоплені турками землі. На берегах річок перебувало кілька зимівників запорізьких козаків. У 1778 р., коли царський уряд виділили цій території землі підполковнику Війська Донського В. Касперову, тут був заснований населений пункт. Минуло чотири роки, і Касперов в листі на ім'я новоросійського губернатора просив дозволу на будівництво церкви святого Миколая. До того часу в Миколаївці — таку назву отримав населений пункт — було 40 дворів. Жили тут селяни-втікачі — українці і молдавани, яких поміщик прагнув закріпачити. У 1787—1788 рр. в маєтку Касперова знаходилася штаб-квартира командувача Бузького єгерського корпусу М. І. Кутузова. Поблизу населеного пункту побудували укріплення, відоме під назвою Миколаївської фортеці. Під керівництвом М. І. Кутузова тут формувалося Чорноморське козацьке військо. У січні 1788 в миколаївській каплиці відбулася урочиста церемонія освячення прапора і прийняття присяги козаками. кошовому З. Чепізі був вручений полковничий пернач.

### Новий час
У 1809—1815 рр. в Миколаївці проживало 209 кріпаків поміщика штабс-капітана Н. В. Касперова, який володів 10 410 десятин землі. 2000 десятин належали двом іншим поміщикам. У користуванні селян перебувало близько 5 десятин землі на двір. Крім землеробства, вони займалися рибальством, пряли вовну і льон, ткали полотно, виготовляли сукно. У панському господарстві переважало тваринництво, зокрема вівчарство. Розорані землі становили лише 309 десятин, навколо села простягалися сіножаті. На початку XIX ст. кріпосні селяни відбували триденну панщину, а в жнива і сіножать працювали на полях поміщика п'ять-шість днів на тиждень. Виснажливою була праця і в поміщицьких кошарах, де налічувалося близько 45 тис. овець. З ранку до вечора кріпаки працювали на млині і двох сукновальнях.
У документах, датованих 1827 р., Миколаївка згадується вже як містечко. Збільшувалася кількість населення: якщо в 1822 р. тут налічувалося 50 дворів і 260 жителів, то в 1859 р. — 94 дворів і 539 осіб. Серед жителів містечка були ремісники і торговці, а також десятинники — вільні селяни, що обробляли поміщицьку землю за частину врожаю. Власних будинків десятинники не мали, а жили в землянках, що належали поміщикові.
Знаходження сіл біля сприяло розвитку тут торгівлі. Щорічно в Миколаївці збиралися два ярмарки і раз на тиждень — базари. Тільки в 1858 р. на ярмарок було завезено товарів на суму 4770 рублів.
У Миколаївці не було жодного медичного закладу. Більшість жителів містечка не знало грамоти. Навчальні заклади тут були відсутні. Так, в 1825 р. під час межування церковних земель в селі Пісках ніхто зі свідків, які прибули з Миколаївки, не міг розписатися в межовому документі.
Під час реформи 1861 р. дарчі наділи в розмірі 1,3 десятини на ревізьку душу отримали 18 колишніх кріпаків. Решта селян після виплати 1/5 викупної суми землевласникові за наділи повинні були вносити щорічно протягом 49 років в казну по 6 % суми, виплаченої поміщику державою. Багато жителів містечка відмовилися від викупу своїх наділів, не маючи для цього грошей.
З 1868 по 1874 населений пункт, за яким закріпилася назва Кашперо-Миколаївка, був волосним центром. З 1875 р. він входив до складу Привільненська волості. Убогість і безправ'я були постійними супутниками селянства і в пореформенні роки. Повітове земство неодноразово отримувало скарги селян на «найсильнішу потребу в продовольстві і насінні».
У 1866 р. І. І. Бутович, виходець з козацької старшини, почав скуповувати землі у місцевого поміщика Васильчикова — господаря земель Кашперо-Миколаївки, і перевів своє господарство на капіталістичні рейки. Для цього він у 1872—1875 рр. переселив більшість жителів Кашперо-Миколаївки та навколишніх хуторів в сусіднє село Новобірзулівка, де виділив їм наділи і виплатив незначну компенсацію за землянки. Місцевих селян замінили батраки, яких наймали у Мостовому, Новому Бузі і навіть у Каховці. Середня заробітна плата чоловіків становила 5-6 руб. на місяць, жінок — 2-3 руб., підлітків — 2 руб. У період неврожаю поміщик наймав поденників, яким платив по 20 коп. в день, а іноді вони працювали лише за їжу. У 1887 р. в Кашперо-Миколаївці налічувалося 38 дворів, у тому числі 4 двори колишніх кріпаків, 15 — міщан, 10 дворів десятинщків. Тут проживало 234 особи. Малося 13 ремісничих майстерень, 4 лавки.
У великій поміщицької економії містилося 38-45 тис. тонкорунних овець, 1938 голів великої рогатої худоби. На племінному кінному заводі налічувалося 257 коней. На місці ліквідованих хуторів було побудовано 14 кошар, розбитий фруктовий сад. Головною статтею доходу поміщика був винокурний завод — найбільше підприємство винокурної промисловості в Херсонському повіті. У 1904 р. на ньому трудилося 22 робітників, тут було вироблено 147 тис. відер спирту, що давало 52,5 тис. руб. прибутку.
Для того, щоб мати постійних робітників у своїй економії, поміщик виділяв сімейним 1-2 десятини землі в тимчасове користування без права продажу врожаю. Робочим підприємств Бутовича доводилося працювати по 12-15 годин на добу. Заробітна плата чоловіків не перевищувала 8 руб. на місяць, жінок — 4 руб. Жили вони в сирих і холодних бараках, спали на нарах, застелених соломою.
Російсько-японська війна, неврожайні роки погіршили і без того важке життя селян і сільськогосподарських робітників. Прагнучи хоч якось врятувати свої сім'ї від голоду, вони орендували поміщицьку землю. Орендна плата з року в рік збільшувалася. Якщо в 1882 р. за десятину платили в рік 6 руб., то в 1905 р. — 11 руб. Поміщик Бутович, здавши в тому ж році 1200 десятин землі в оренду, отримав більше 14 тис. руб. доходу.
У 1905 р. Бутович довів робочий день до 16 годин, а оплату праці знизив на 12,5 %. У жовтні того ж року в поміщицької економії почалися стихійні виступи сільськогосподарських робітників. Переляканий поміщик викликав війська для придушення заворушень. Незважаючи на це, у грудні 1905 р. селяни і батраки Кашперо-Миколаївки та прилеглих сіл розгромили і спалили гуральню, розібрали сіно, заготовлене для поміщицького худоби. Солдати, що охороняли маєток, приєдналися до них. Викликані додатково війська придушили виступ. Багатьох його учасників покарали різками і шомполами.
У 1909 р. п'ять заможних селян із сусідніх населених пунктів, скупивши близько 3 тис. десятин землі у місцевого поміщика, мали по 300—1200 десятин кожен. Водночас основна маса селянства страждала від безземелля. Вже навесні 1910 перші дев'ять сімей змушені були виїхати з Кашперо-Миколаївки в пошуках кращої долі.
До кінця XIX ст. Кашперо-Миколаївка стала невеликим селом, де налічувалося 16 дворів і 118 осіб. Торгували дві крамниці. До 1912 р. тут залишилося всього вісім дворів. У них проживало 108 осіб, серед яких було багато сезонних робітників.
За медичною допомогою жителям села доводилося звертатися в волосний центр Привільне, що знаходився більш ніж в 16 верстах від Кашперо-Миколаївки. Лише протягом 1830—1873 рр. місцеве населення перенесло чотири епідемії холери. Смертність під час епідемій становила 15-20 %.
У селі з 1892 р. діяла церковна школа, де навчалося 29 хлопчиків і 5 дівчаток. Але в 1900 р. її закрили, тому багато селян Кашперо-Миколаївки (разом з сім'ями) змушені були покинути село на вимогу господаря орендованих ними земель — поміщика І. І. Бутовича.

### Перша світова на Визвольні змагання
Коли почалася Перша світова війна, становище сільської бідноти ще більше погіршилося. Не вистачало робочих рук, скоротилися посівні площі, росла дорожнеча. Селянські господарства занепадали. Водночас поміщик скупив за безцінь у жителів навколишніх сіл тисячі голів худоби і продавав його для потреб армії. Він побудував у селі цегельний і черепичний заводи, а також паровий млин і ще одну гуральню.
Після Лютневої революції в Кашперо-Миколаївці був створений сільський комітет, що відстоював інтереси заможної частини населення. Тоді ж на гуральні організований робочий комітет, який дбав про поліпшення умов роботи працівників, про обмеження експлуатації.
Радянська влада в селі була встановлена в лютому 1918 р. Тоді ж мешканці села прогнали поміщика і почали розділ його землі, інвентарю, худоби. У колишній економії Бутовича прийшлі і місцеві батраки організували сільськогосподарську артіль, якій передали вилучені у поміщика посівний матеріал і землю, а також тягло та інвентар.
В березні 1918 р. українські та німецько-австрійські війська звільнили село. З ними повернувся і керуючий поміщицьким маєтком. Селян примушували відшкодувати збиток, заподіяний поміщику на суму 22434 руб. Сільськогосподарську артіль ліквідували. На початку грудня 1918 після відходу німецько-австрійських військ та падіння держави Скоропадського в селі відновилася влада УНР.
У березні 1919 р. бійці Червоної Армії захопили Кашперо-Миколаївку. 5 квітня за участю членів Привільненського волревкома в Кашперо-Миколаївці організували радгосп «Червоний орач», якому передали всі господарські будівлі, розташовані на території колишньої економії Бутовича, і виділили понад 2 тис. га конфіскованих поміщицьких земель.
24 серпня 1919 село захопили денікінці, з ними повернувся брат поміщика Е. Бутович. Білогвардійці погрожували спалити Кашперо-Миколаївку, якщо селяни не повернуть колишнім землевласникам майно та зібраний улітку урожай. Тих, хто відмовлявся виконувати наказ, били шомполами і нагайками. Рятуючись від розправи і уникаючи примусової мобілізації в денікінську армію, люди ховалися в плавнях і ярах, йшли в партизанські загони. Чимало жителів села брало участь у повстанні проти денікінців, приєднавшись до баштанських повстанцям.

### Радянський період
У січні 1920 р. частини 122-ї стрілецької бригади 41-ї стрілецької дивізії Червоної Армії зайняли і вигнали білогвардійців з Кашперо-Миколаївки. Тоді ж 32 жителя села вступили до лав Червоної Армії (шість з них загинули в боротьбі проти денікінців).
Революційні перетворення в селі проводилися під керівництвом Максимо-Любарського ревкому. У вересні 1920 ревком був переведений в Кашперо-Миколаївку і діяв до 1922 р. У 1923 р. тут обрали раду робітничих, селянських і червоноармійських депутатів, першим головою якого став М. С. Філіппов.
Створений у липні 1920 КНС очолив робітник гуральні М. П. Дем'яненко. Комнезамівців активно брали участь в боротьбі проти українських повстанців, надавали допомогу Червоної Армії. Протягом 1920—1921 рр. в село з Сибіру повернулися багато сімей, виїхавши з Кашперо-Миколаївки в 1910 р. У 1920 р. відновив роботу радгосп «Червоний орач». 
У 1922 р. в селі створено партосередок, у якому було чотири члени партії. Його очолював М. Г. Гайдук, а наступного року — М. С. Філіппов. Комуністам у всьому допомагали комсомольці. Першим ватажком комсомольського осередку, яка оформилася в 1921 р., став Р. А. Гаранчук.
З 1923 р. Кашперо-Миколаївка входила до складу Привільненського району. У 1925 р. в селі проживало 358 осіб. Поліпшилося медичне обслуговування населення. У 1923 р. відкрився фельдшерсько-акушерський пункт. У тому ж році був створений дитячий будинок.
З 1922 р. працювала початкова школа, її відвідували 55 учнів. Відкрилися хата-читальня і бібліотека. Діяла школа лікнепу, де чотири вчителі навчали 138 осіб. У відремонтованому приміщенні було створено народний клуб. Культармійці організували при ньому художній і драматичний гуртки. Гроші, зібрані за вистави, передавалися для потреб школи лікнепу.
Комуністи і комсомольці проводили серед селян велику пропагандистську роботу, переконуючи їх у перевагах колективного господарювання. У 1928 р. на базі існуючих сільськогосподарських артілей в селі створюються нові — «Українець», «Спартак», «Південна Україна», а також товариства спільного обробітку землі — «Допомога», «Своя праця» та ін. Навесні того ж року колективні господарства отримали від держави два трактори — «Фордзон» і «Запорожець».
У 1929 р. сільгоспартілі, радгосп і ТОЗи перетворили в колгосп ім. Косіора, головою його селяни обрали комуніста А. Т. Герасимовича. Колгосп, у якому об'єдналося 85 %. селянських господарств, розташовував 1600 га землі. Врожайність зернових в 1930 р. склала в середньому 15 цнт з гектара.

## Відомі особистості
В поселенні народився:
- Диба Борис Лукич (1920—1979) — український скульптор.

## Населення
Згідно з переписом УРСР 1989 року чисельність наявного населення села становила 530 осіб, з яких 240 чоловіків та 290 жінок.
За переписом населення України 2001 року в селі мешкало 513 осіб.

### Мова
Розподіл населення за рідною мовою за даними перепису 2001 року:
| Мова       | Відсоток |
| ---------- | -------- |
| українська | 95,01 %  |
| російська  | 3,45 %   |
| вірменська | 0,58 %   |
| молдовська | 0,58 %   |
| угорська   | 0,19 %   |